# Federação Caboverdiana de Futebol

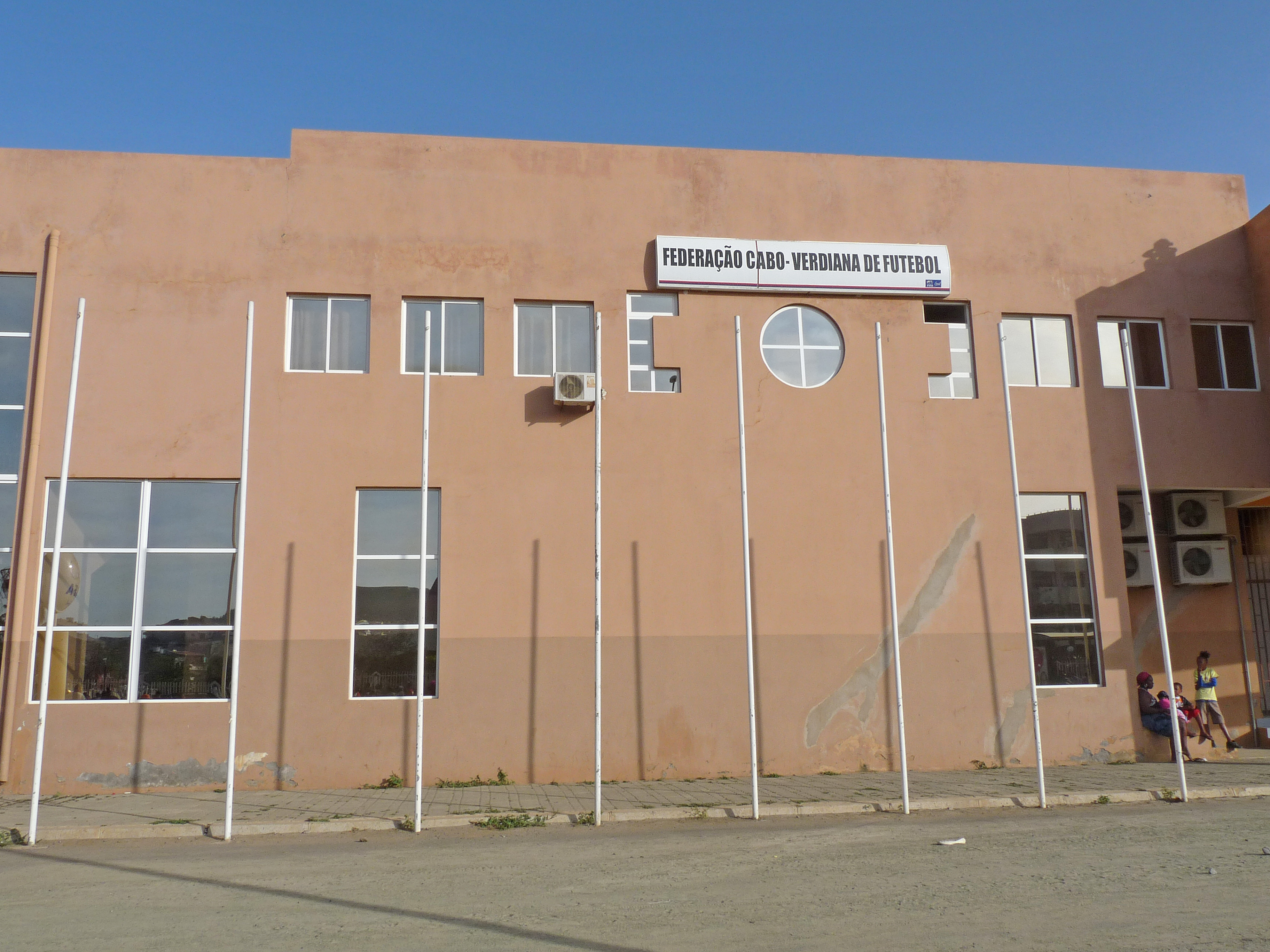
Am Hauptsitz der FCF in der Hauptstadt Praia

Die Federação Caboverdiana de Futebol (FCF) ist der Fußballverband der Kapverden. Der Verband wurde 1982 gegründet. Es folgten 1986 der Beitritt zur FIFA und zur CAF im Jahre 2000. Der Verband organisiert die nationale Fußballmeisterschaft, den Campeonato Cabo-verdiano de Futebol, und ist auch für das Nationalteam verantwortlich.

## Nationalmannschaft
Die Nationalmannschaft spielt in blauen oder weißen Hosen und Hemden sowie in blauen oder roten Socken. Von den Fans werden sie entweder Tubarões Azuis (Blaue Haie) oder Crioulos (Kreolen) genannt. Da die Zahl der Kapverdianer im Ausland größer ist als die Einwohnerzahl des Staates, sind sie auch eine wichtige Quelle für die Nationalmannschaft. Die meisten Spieler des Nationalteams sind in Europa tätig.
Der beste Platz in der FIFA-Weltrangliste war 27. im Februar 2014, der niedrigste 182 im April 2000. Das erste Spiel einer Nationalmannschaft fand am 7. Januar 1979 gegen Guinea-Bissau statt und ging 3:0 verloren. Bisher konnte sich die Nationalmannschaft nicht für die FIFA-Weltmeisterschaft, jedoch für den Afrika-Cup 2015 qualifizieren. Es gelangen ihr einige bemerkenswerte Ergebnisse, so ein 0:0 gegen die Nationalmannschaft von Portugal in deren Vorbereitung zur WM 2010, die also in voller Stärke antrat.
Viele Fußballer mit kapverdischen Wurzeln entschieden sich aber für andere Nationalmannschaften, dazu zählen Eliseu, Nani, Manuel Fernandes, Rolando, Nélson Marcos, Silvestre Varela (Portugal), Jacques Faty (Senegal), Gelson Fernandes (Schweiz), Henrik Larsson (Schweden) und David Mendes da Silva (Niederlande).